# René van den Berg (militair)
René van den Berg is een Nederlandse brigadegeneraal van de Koninklijke Landmacht. Met ingang van 1 december 2020 is Van den Berg commandant van het Defensie Cyber Commando.

## Carrière
Van den Berg begon zijn militaire loopbaan in 1991 als dienstplichtig soldaat met het halen van de groene baret bij het Korps Commandotroepen. Van den Berg is meerdere keren uitgezonden voor buitenlandse missies. Zo diende hij onder Dutchbat dat onderdeel was van de UNPROFOR-vredesmacht in voormalig Joegoslavië en werd hij meermaals uitgezonden naar Afghanistan alwaar hij deel uitmaakte van de Nederlandse special forces-taakgroepen onder ISAF.
In 2014 won Van den Berg met zijn afstudeerscriptie 'Unchained Interests: American-British-Dutch-Australian Command 1942' de Best Monograph Award bij zijn slaging voor de masteropleiding School of Advanced Military Studies (SAMS) in de Verenigde Staten.
Op 14 december 2018 nam Van den Berg het commando over het Korps Commandotroepen over van zijn voorganger kolonel Jelte Groen.  Hij werd hiermee, na luitenant-kolonel Van Woerden en Kolonel Jan Swillens, de derde Commandant Korps Commandotroepen die van commando opklom tot commandant. Onder zijn leiding werd de enabling-capaciteit van het KCT verder uitgebouwd en was het operationele tempo van de eenheid onverminderd hoog.
Op vrijdag 27 november droeg Van den Berg het bevel over het Korps Commandotroepen na ruim twee jaar over aan kolonel Paul Janssen. Van den Berg werd bevorderd tot brigadegeneraal en volgde, op 1 december 2020, generaal-majoor Boekholt-O'Sullivan op als commandant van het Defensie Cyber Commando.
Van den Berg is drager van het Insigne voor Optreden onder Gevechtsomstandigheden en is onderscheiden met het Ereteken voor Verdienste.